# Anumeta hilgerti
Anumeta hilgerti is een vlinder uit de familie van de spinneruilen (Erebidae). De wetenschappelijke naam van de soort is voor het eerst geldig gepubliceerd in 1909 door Rothschild.
Deze nachtvlinder komt voor in Europa.